# Personale Initiatische Therapie
Die Personale Initiatische Therapie (lat. personare = hindurchtönen, lat. initiare = in etwas hineingehen, einweihen), begründet von Karlfried Graf Dürckheim und Maria Hippius ist eine Therapieform mit psycho- und physiotherapeutischen Elementen als Form der Selbsterfahrung bzw. Selbsthilfe.
Sie ist im Atemtherapie-Dachverband (AFA – Arbeits- und Forschungsgemeinschaft für Atempflege e.V.) vertreten.

## Allgemeine Merkmale
In der Personalen Initiatischen Therapie (PIT) verschmilzt Dürckheim mehrere psychologische Richtungen, besonders die Psychologie von Carl Gustav Jung, aber auch Elemente von Alfred Adler, Wilhelm Reich und Fritz Perls’ Gestalttherapie. Ergänzt wird diese psychologische Basis um die körperliche Innenschau. Es geht in der PIT zunächst um die Entwicklung eines „Organs der Aufmerksamkeit und Spürfähigkeit“ für die leibliche Tiefenerfahrung, die als Tonusgeschehen beschrieben wird.
Die PIT spricht den Menschen als Ganzes an, das Gesunden fängt in der Zelle an. Diese Gesundung soll sich im Alltag sowie im sozialen Miteinander bewähren. Motto: Das Leben lernen. In diesem Sinne werden Impulse gesetzt in der Tagesgestaltung, im Umgang mit Anderen, in der Begegnung mit sich selbst und in dem „Sich-Selbst-Spüren-Lernen“. Je mehr ein Mensch zur Person wird, umso ungehinderter fließt der Atem.
Als Anfang eines „initiatischen Weges“ gilt eine „initiatische Erfahrung“; ein Impuls, das in die Welt zu bringen, was jemand im Überweltlichen erlebt habe. Dadurch erst werde jemand zur „Person“. Dürckheim spricht dabei von „Seinserfahrung“.
Unterschieden werden folgende Stufen des Personalen:
- vorpersonal – entspricht dem instinkthaften, naturhaften Eingebunden-Sein in ein Kollektiv
- personal – entspricht der Individuation im Sinne von Carl Gustav Jung
- transpersonal – entspricht der Tiefenerfahrung des Überweltlichen mit der daraus entstehenden Verantwortung

## Methoden
Jede Form der Übung kann aus dem initiatischen Ansatz heraus praktiziert werden. Grundlegende Elemente sind die von Dürckheim entwickelte Personale Leibtherapie sowie die Atem- und Stimmarbeit.
Personale Leib- und Atemtherapie funktioniert nach Dürckheim nur, wenn „der Körper, den ich habe“ (weltliche Komponente) und der „Leib, der ich bin“ (transzendente Komponente) als Einheit des körperlichen, seelischen und geistigen Ausdrucks gesehen werden. Atem- und Leibübungen lösen die für verschiedene pathologische Entwicklungen ursächlichen Blockaden im Körper. Das dadurch neu gewonnene Körperbewusstsein sollen den Menschen reifen lassen, er werde eine Einheit als Mensch-Geist-Wesen. 
Wiederkehrende Therapieformen in den einzelnen Bildungseinrichtungen sind außerdem:
- Tiefenpsychologie
- Traumarbeit
- Meditation
- Gestalttherapie
- Rollenspiele
- Systemische Aufstellungen

## Ausbildung
Die Ausbildung zum PIT-Therapeuten findet in spezialisierten Schulen statt. Sofern die Ausbildungsstätte von der AFA als Lehrinstitut anerkannt ist, dauert sie rund vier Jahre. Sie ist zudem praktischer Teil des berufsbegleitenden Studiengangs „Komplementärtherapie“ mit dem Abschluss Bachelor/Master of Science der Steinbeis-Hochschule Berlin.

## Anwendungsbereiche
Die PIT nach Dürckheim findet potentiell Anwendung in allen medizinischen und sozialen Einrichtungen, vor allem in Reha-Zentren, Lungenheilanstalten sowie in psychosomatischen Kliniken. Sie erweist sich als hilfreich sowohl in Kindergärten und in der Jugend- und Behindertenarbeit als auch in Altenheimen und bei der Begleitung Schwerkranker und Sterbender.